# Rodion Ladislau Roșca
Rodion Ladislau Roșca (Kolozsvár, 1953. április 4. – 2021. március 27.) erdélyi magyar zenész, a kelet-európai progresszív rock és elektronika egyik – ha nem a – legnagyobb alakja. Az 1975-ben alakult Rodion G.A. zenekar alapító tagja.

## Élete
Édesanyja magyar volt. Édesapját – bár számos helyütt román nemzetiségűnek írják – egy interjúban magyar vagy német nemzetiségű tisztként nevezi meg, akiről nem tudott meg soha többet, mert édesanyja születésétől fogva szándékosan egyedül nevelte. A Rodion a keleti kereszténységben népszerű keresztnév, a második keresztneve: László. Magyarnak tartotta magát élete végéig, édesanyja is annak nevelte, bár a román vagy magyar identitását firtató kérdésekre olykor a fele-fele választ adta (ami a román államnemzeti szemléletű légkörben bevett gyakorlat, ahogyan a keresztnevek románosított anyakönyvezése is, a szülők tiltakozása ellenére). Kezdeti gyermekkori rossz viselkedése miatt került zeneiskolába, tíz évig klarinétozott. 
A saját zenei ötleteit egy Tesla Sonet Duo magnóra vette fel még 1969-ben. Később egy másik sávra párhuzamosan felvette a háttérvokálokat, a dobokat, a billentyűs hangszereket. Egy szovjet Faemi orgonát rákötött egy gitártorzító-pedálra meg visszhanggenerátorokra, amit egy magnóból fabrikált úgy, hogy egy plusz leolvasófejet iktatott be a magnószalag elé; máskor keletnémet Vermonákon varázsolt ma is tökéleteses hangzó chiptune-kompozíciókat. A Ceaușescu-rendszer elején még komoly művészeti-zenei élet virágzott. A román televízió felhasználta zenéit a műsoraiban, dokumentumfilmeket zenésítettek meg vele.
A Rodion G.A. zenekart csak később alapították Farkas Gyurival (román szövegkörnyezetben: Gicu Fărcaș) és Adrian Căpraruval (a keresztneveikből az együttes neve), akik betanulták a számait, így színpadon elő lehetett adni. Ez volt az első elektrozenei formáció Romániában, számos első helyezést értek el a hazai top 10-es listákon, tehetségkutatókat nyertek. A komolyabb turnézások, pláne külföldi fellépések viszont elmaradtak.
Édesanyja 1989 tavaszán elhunyt rákban, ezután évtizedekig nem zenélt, hangszórójavítások meg némi külföldi munka után egy megyeszéli kis faluba: Nagyesküllőre költözött. 2012-ben több újságíró és riporter munkájának köszönhetően fedezték fel újra, számos hazai és külföldi, nyugat-európai fellépése volt. Fogorvosi kezelés során fertőződött meg hepatitis B és C vírussal, de kezelést nem kapott, így májcirrózis alakult ki szervezetében, hosszas betegség után hunyt el

## Diszkográfia

### Stúdióalbumok
- Behind the Curtain (2014)

### Középlemezek
- Misiunea Spațială Delta (2014)

### Válogatásalbumok
- The Lost Tapes (2013)